# Liste des fontaines du 8e arrondissement de Paris

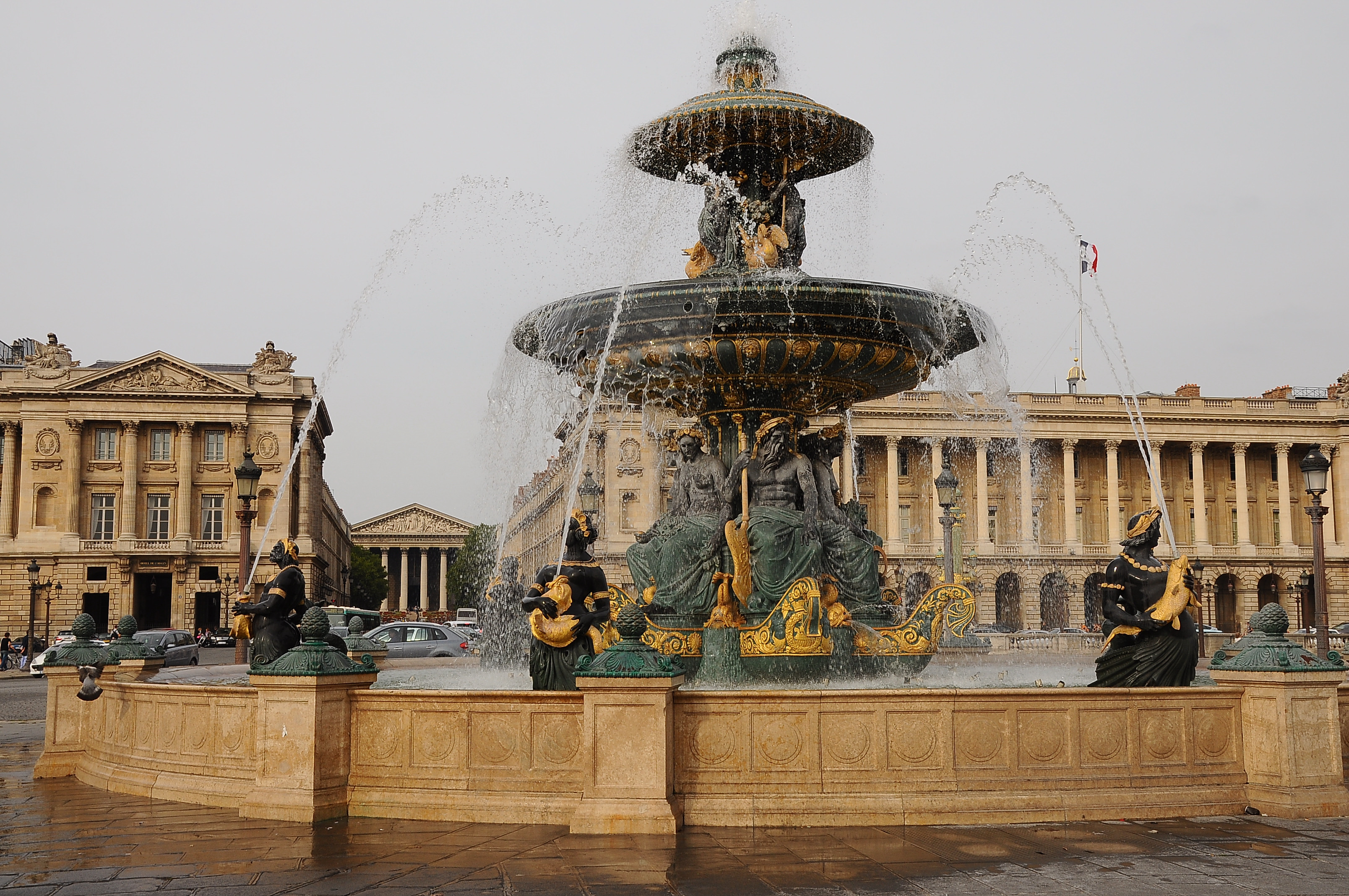
Fontaine de la Concorde.

Cet article recense les fontaines du 8e arrondissement de Paris, en France.

## Statistiques
Trois fontaines sont protégées au titre des monuments historiques : 

- fontaine dans le vestibule de l'immeuble au no 118 rue du Faubourg-Saint-Honoré[2],
- du hôtel Cail (ancien)[3],
- et les fontaines de la Concorde[4].

## Liste
| Fontaine                                                                      | Localisation                                                                | Coordonnées                 | Auteur(s)                                                                                           | Date      | Illus. |
| ----------------------------------------------------------------------------- | --------------------------------------------------------------------------- | --------------------------- | --------------------------------------------------------------------------------------------------- | --------- | ------ |
| Fontaine des Ambassadeurs ou Fontaine de Vénus                                | Carré des Ambassadeurs Avenue des Champs-Élysées                            | 48° 52′ 02″ N, 2° 19′ 05″ E | Jacques Hittorff Francisque Duret                                                                   | 1840      |        |
| Fontaine du Cirque                                                            | Carré Marigny Avenue des Champs-Élysées                                     | 48° 52′ 08″ N, 2° 18′ 47″ E | Jacques Hittorff Gabriel Davioud Jean-Auguste Barre                                                 | 1839 1863 |        |
| Fontaines de la Concorde Fontaine des Mers                                    | Place de la Concorde                                                        | 48° 51′ 54″ N, 2° 19′ 15″ E | Jacques Hittorff                                                                                    | 1840      |        |
| Fontaines de la Concorde Fontaine des Fleuves                                 | Place de la Concorde                                                        | 48° 51′ 58″ N, 2° 19′ 17″ E | Jacques Hittorff                                                                                    | 1840      |        |
| Fontaine de Diane ou Fontaine Le Doyen                                        | Carré Ledoyen Avenue des Champs-Élysées                                     | 48° 51′ 57″ N, 2° 19′ 01″ E | Jacques Hittorff Louis Desprez                                                                      | 1840      |        |
| Fontaine de la Grille du Coq                                                  | Avenue Gabriel Jardin des Ambassadeurs                                      | 48° 52′ 06″ N, 2° 18′ 53″ E | Jacques Hittorff                                                                                    | 1840      |        |
| Fontaine de la place François-Ier                                             | Place François-Ier, déplacée depuis la place de la Madeleine en 1909        | 48° 51′ 58″ N, 2° 18′ 28″ E | Gabriel Davioud (architecte) François-Théophile Murguet (sculpteur)                                 | 1865      |        |
| Bassin du Grand Palais                                                        | Avenue des Champs-Élysées Avenue Winston-Churchill Grand Palais             | 48° 52′ 04″ N, 2° 18′ 46″ E | Jacques Ignace Hittorf (architecte) Louis Desprez (sculpteur) Jean-Auguste Barre (sculpteur)        | 1840      |        |
| Fontaine du Grand Palais (nord)                                               | Place Clemenceau Avenue Winston-Churchill Grand Palais                      | 48° 52′ 01″ N, 2° 18′ 49″ E | Jacques Ignace Hittorf (architecte) Louis Desprez (sculpteur) Jean-Auguste Barre (sculpteur)        | 1840      |        |
| Fontaine du Grand Palais (sud)                                                | Cours la Reine Avenue Winston-Churchill Grand Palais                        | 48° 51′ 55″ N, 2° 18′ 48″ E | Jacques Ignace Hittorf (architecte) Louis Desprez (sculpteur) Jean-Auguste Barre (sculpteur)        | 1840      |        |
| Fontaine Henri-Bergson                                                        | Place Henri-Bergson (ancien square Laborde)                                 | 48° 52′ 33″ N, 2° 19′ 15″ E | | 1969      |        |
| Fontaine du jardin du Petit Palais                                            | Petit Palais (cour intérieure) Avenue Winston-Churchill                     | 48° 51′ 58″ N, 2° 18′ 54″ E | Raoul Lamourdedieu (sculpteur)                                                                      | 1937      |        |
| Fontaine de la mairie du 8e arrondissement ou fontaine de l'ancien hôtel Cail | 3, rue de Lisbonne dans la cour d'honneur de l'ancien hôtel Cail            | 48° 52′ 40″ N, 2° 19′ 03″ E | Pierre Édouard Charrier                                                                             | 1865      |        |
| Fontaine Marcel-Pagnol                                                        | Square Marcel-Pagnol                                                        | 48° 52′ 33″ N, 2° 19′ 13″ E | | 1990      |        |
| Fontaine Marta-Pan                                                            | 26 avenue des Champs-Élysées                                                | 48° 52′ 11″ N, 2° 18′ 32″ E | Marta Pan                                                                                           | 1982      |        |
| Miroir d'eau, la Seine et ses affluents                                       | Square Jean-Perrin Avenue du Général Eisenhower (à côté du Grand Palais)    | 48° 52′ 01″ N, 2° 18′ 42″ E | François-Raoul Larche                                                                               | 1910      |        |
| Bassin du Petit Palais                                                        | Avenue des Champs-Élysées Avenue Winston-Churchill Petit Palais             | 48° 52′ 01″ N, 2° 18′ 54″ E | Jacques Ignace Hittorf (architecte) Louis Desprez (sculpteur) Jean-Auguste Barre (sculpteur)        | 1840      |        |
| Fontaine du Petit Palais (nord)                                               | Place Clemenceau Avenue Winston-Churchill Petit Palais                      | 48° 52′ 01″ N, 2° 18′ 51″ E | Jacques Ignace Hittorf (architecte) Louis Desprez (sculpteur) Jean-Auguste Barre (sculpteur)        | 1840      |        |
| Fontaine du Petit Palais (sud)                                                | Cours la Reine Avenue Winston-Churchill Petit Palais                        | 48° 51′ 55″ N, 2° 18′ 50″ E | Jacques Ignace Hittorf (architecte) Louis Desprez (sculpteur) Jean-Auguste Barre (sculpteur)        | 1840      |        |
| Fontaine Alfred de Musset ou Le Rêve du Poète                                 | Place du Canada Jardin de la Nouvelle-France Grand Palais                   | 48° 51′ 54″ N, 2° 18′ 38″ E | Alphonse Emmanuel de Moncel de Perrin                                                               | 1910      |        |
| Fontaine du Rond-Point des Champs-Élysées                                     | Avenue des Champs-Élysées Rond-Point                                        | 48° 52′ 09″ N, 2° 18′ 37″ E | Dufour (architecte) Auguste Lambouret (architecte) Max Ingrand (sculpteur) René Lalique (sculpteur) | 1958      |        |
| Fontaine au 70 rue du Faubourg-Saint-Honoré                                   | 70 rue du Faubourg Saint-Honoré                                             | 48° 52′ 13″ N, 2° 19′ 06″ E | |           |        |
| Fontaine au 118 rue du Faubourg-Saint-Honoré                                  | 118 rue du Faubourg Saint-Honoré                                            | 48° 52′ 19″ N, 2° 18′ 50″ E | |           |        |
| Fontaine de la rue Tronchet                                                   | 7 rue Tronchet                                                              | 48° 52′ 17″ N, 2° 19′ 30″ E | |           |        |
| Fontaine Wallace avenue Champs-Élysées (nord)                                 | Avenue des Champs-Élysées (au niveau de la place de la Concorde, côté nord) | 48° 51′ 59″ N, 2° 19′ 11″ E | |           |        |
| Fontaine Wallace avenue Champs-Élysées (sud)                                  | Avenue des Champs-Élysées (au niveau de la place de la Concorde, côté sud)  | 48° 51′ 57″ N, 2° 19′ 07″ E | |           |        |
| Fontaine Wallace boulevard des Batignolles                                    | 12 boulevard des Batignolles, sur le terre-plein central                    | 48° 53′ 00″ N, 2° 19′ 34″ E | |           |        |
| Fontaine Wallace avenue Marceau                                               | 82 avenue Marceau, rue Vernet                                               | 48° 52′ 14″ N, 2° 17′ 53″ E | |           |        |
| Fontaine Wallace rue de Saint-Pétersbourg                                     | Rue de Saint-Pétersbourg, rue de Turin                                      | 48° 52′ 50″ N, 2° 19′ 29″ E | |           |        |